# 拉尔康
拉尔康（法語：Larcan，法語發音：[laʁkɑ̃]）是法国上加龙省的一个市镇，属于圣戈当区。

## 地理
拉尔康（43°10'32"N, 0°43'14"E）面积6.96 平方千米，位于法国奧克西塔尼大區上加龙省，该省份为法国西南部内陆省份，西南端与西班牙接壤，自此顺时针与上比利牛斯省、热尔省、塔恩-加龙省、塔恩省、奥德省和阿列日省接壤。
与拉尔康接壤的市镇（或旧市镇、城区）包括：拉卢雷-拉菲托、拉图、洛德、圣伊尼昂、圣马尔塞、索和波马雷德。

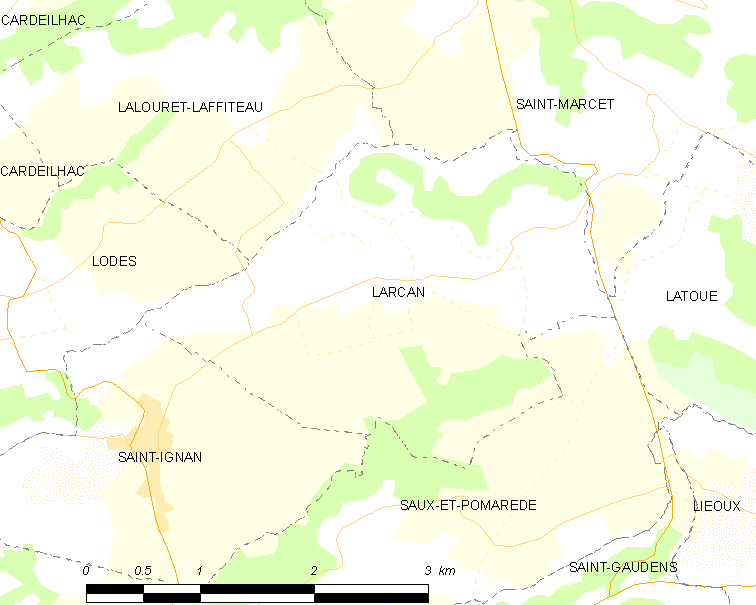
拉尔康的OSM定位图

拉尔康的时区为UTC+01:00、UTC+02:00（夏令时）。

## 行政
拉尔康的邮政编码为31800，INSEE市镇编码为31274。

## 政治
拉尔康所属的省级选区为圣戈当县。

## 人口

1962-2008年间拉尔康人口变化图示

拉尔康于2022年1月1日时的人口数量为180人。